# Luke Browne
Luke Browne (6 oktober 2005) is een Iers voetballer die sinds januari 2024 uitkomt voor Crystal Palace.

## Clubcarrière
Browne ruilde de jeugdopleiding van Bohemians Dublin in 2021 voor die van Shelbourne FC. Op 6 november 2022 maakte hij zijn officiële debuut in het eerste elftal van de club: in de competitiewedstrijd tegen St. Patrick's Athletic FC (4-0-nederlaag) liet trainer Damien Duff hem in de 66e minuut invallen. In juli 2023 leende Shelbourne hem voor de rest van het seizoen uit aan 
 Browne speelde dat seizoen veertien competitiewedstrijden in de First Division, waarvan twee in de play-offs.
In januari 2024 versierde Browne een transfer naar Crystal Palace, weliswaar om aan te sluiten bij de jeugdopleiding.

## Interlandcarrière
In 2021 werd Browne opgeroepen voor Ierland –17. In september 2021 speelde hij mee in twee oefenwedstrijden tegen Mexico –17. Een maand later stond hij ook 90 minuten tussen de lijnen in de EK-kwalificatiewedstrijden tegen Andorra, Noord-Macedonië en Polen. In september 2023 stroomde hij door naar Ierland –19.
1 Henderson ·
2 Ward  ·
3 Mitchell ·
4 Holding ·
5 Lacroix ·
6 Guéhi ·
7 Sarr ·
8 Lerma ·
9 Nketiah ·
10 Eze ·
11 França ·
12 Muñoz ·
14 Mateta ·
15 Schlupp ·
16 Andersen ·
17 Clyne ·
18 Kamada ·
19 Hughes ·
20 Wharton ·
26 Richards ·
28 Doucouré ·
30 Turner ·
31 Matthews ·
34 Riad ·
Chalobah ·
Moulden ·
Coach: Glasner